# Acanthognathus poinari
Acanthognathus poinari är en myrart som beskrevs av Baroni Urbani 1994. Acanthognathus poinari ingår i släktet Acanthognathus och familjen myror. Inga underarter finns listade i Catalogue of Life.

## Bildgalleri

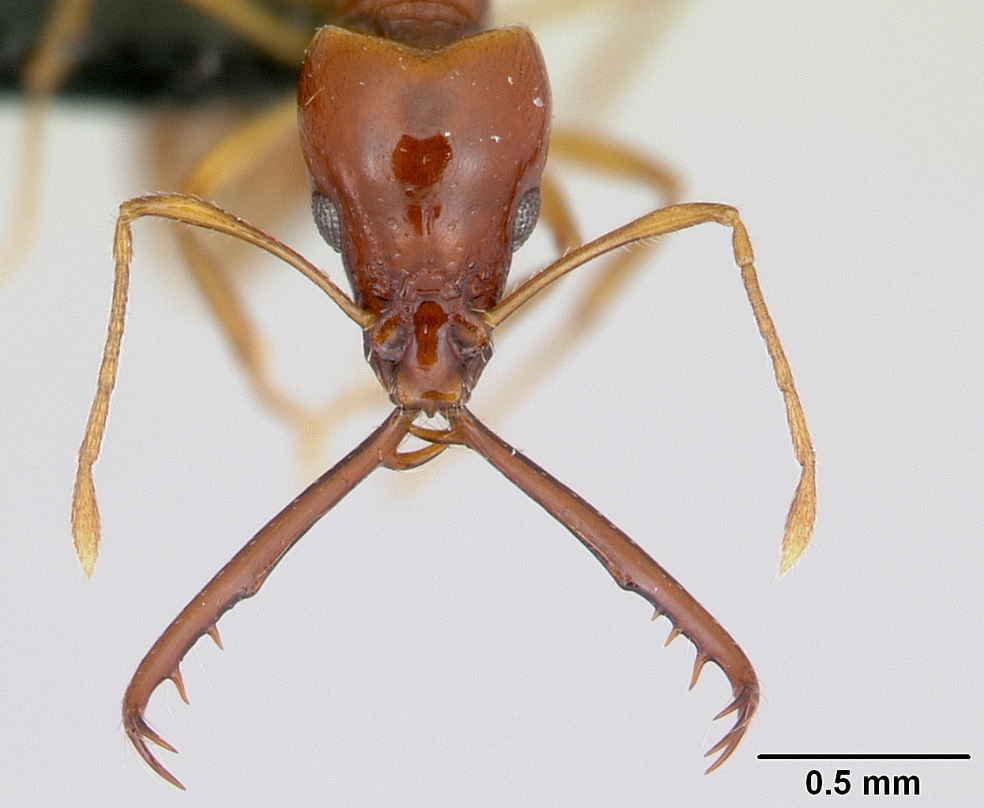